# Strindbergs stjärna
Strindbergs stjärna är en roman från 2010 skriven av Jan Wallentin. Boken är Wallentins debutroman, och är en äventyrsroman med inslag av nazistisk ockultism, alternativ historia och övernaturliga händelser. Boken såldes till 16 länder redan innan den blivit utgiven på svenska, och inbringade i svenska sammanhang rekordstora förskottsbelopp till Wallentin.

## Handling
Handlingen i Strindbergs stjärna innehåller många verkliga personer och händelser med koppling till framför allt Sverige, som blandas med fiktiva element. Bland annat återfinns i handlingen Sven Hedin och hans upptäcktsfärder, August Strindberg och hans intresse för ockultism, Nils Strindberg, S.A. Andrée, Knut Frænkel och Andrées polarexpedition.